# Juan Ximénez Donoso
Juan Ximénez Donoso, ( o Giménez) fue un militar, ingeniero y escritor de España del siglo XVIII.
Solo he visto un pequeño tratado de estratagemas militares por Phontin y Polyen, en francés, que se reduce á una idea o especie de Discurso sobre las permitidas en la guerra; y una colección de ellas en latín de Fabio Vegecio, Sexto Julio Frontino, Eliano, Polibio, con comentos de Sodescalco Stebrequio (cita del mismo Juan Ximénez Donoso).

## Biografía
Juan fue teniente coronel de infantería e ingeniero segundo de los ejércitos de Su Majestad de España y realizó diversos proyectos de fortificación en poblaciones del Imperio español: Los Empleos de Ingenieros en Segundo de los Reales Exércitos, Plazas y Fronteras, á los Ordinarios D. Juan Ximénez Donoso y D. Clemente de Haedo (cita sacada de "Mercurio histórico y político", 1786, Tomo III.).
Emprendió la carrera de armas de cadete en el regimiento de infantería de Zamora y estudió las matemáticas en la Real y Militar Academia de Barcelona, y fue oidor de oficiales generales y generales de campaña sobre las acciones en que se habían hallado y paralelos con obras con escritos que tratan de ellas.
Después de 6 años de servicio, se encontraba según su opinión en los "umbrales del noble arte y ciencia de la guerra" y empezó a hacer anotaciones y meditaciones por puntos diferentes, y persuadido de que antes debía preceder una educación que inspirase en todo la mejor regla, tomó este empeño conforme a las recomendados autores antiguos y modernos, explicándolo por una colección de figuras.
Como escritor, en consecuencia, dejó una obra sobre avisos para la instrucción de la juventud militar, publicada en 5 tomos, y trata de lo siguiente:
- Tomo Segundo.- Trata sobre los estratagemas permitidos en diversas acciones de la guerra.
- Tomo Tercero.- Es de avisos sacro-morales, políticos y militares y conducta general de la noble juventud que emprende la carrera de armas.
- Tomo Cuarto.- Contiene conducta en particular de la juventud militar.
- Tomo Cinco.- De los puntos más esenciales del noble arte y ciencia de la guerra.

También escribió un tratado de aritmética, geometría especulativa y práctica para los jóvenes atendiendo que su profesión era la colocación de fortalezas, su clase, tamaño, figura, defensa particular de ellas, como su construcción, provisiones de guerra, junto con su entretenimiento, ataque y defensa, concluyendo con un arte de la guerra, adaptado a poder entender más fácilmente lo que los grandes Capitanes han escrito.

## Obras
- Despertador o avisos para la instrucción de la juventud militar en el rompimiento de una guerra, Madrid: Imprenta Real, 1794-95, 5 tomos en 4.º.
- Diversos proyectos de fortificación